# 厦门海关
中华人民共和国厦门海关，是中华人民共和国海关总署在厦门市设立的海关，驻地位于厦门市鹭江道269号，负责的关区为厦门市、漳州市、泉州市、龙岩市。

## 歷史沿革
廈門海关前身为闽海关厦门口。1949年10月廈門戰役后，厦门关由厦门市军事管制委员会接管，根据“完整接管，逐步改造”方针留用全部海关人员。1950年6月1日，废除“厦门关税务司署”旧称，启名为中华人民共和国厦门海关。1953年2月18日奉政务院海關總署之命令改为中华人民共和国福州海关厦门分关，并受厦门市人民政府指导。1955年1月1日恢复独立建制，直属对外贸易部海关总署和福建省人民政府双重领导，同年10月5日奉福建省人民委员会命令受对外贸易部海关总署和厦门市人民委员会双重领导，并受福建省对外贸易局指导。
1950年8月，厦门海关内部编制调整结束，由七个课改编为五个科、原保留之港务课、巡灯课于1950年10月及12月移交交通部所属厦门航务局及航务总局厦门区海务办事处接收
进入文化大革命后，1967年8月1日，厦门海关施行军管，次年建立厦门海关革命委员会，1969年底至1971年11月13日厦门海关革命委员会划归厦门市财政局革命委员会领导，1970年，军管小组撤销。1972年改为直属厦门市革命委员会领导。1978年12月27日废止厦门海关革命委员会名称复称现名。
1980年2月20日国务院《关于改革海关管理体制的决定》下达后，厦门海关直属海关总署领导,同时受福建省人民政府监督指导，1981年2月15日由福建省口岸办监督指导，1984年改由福建省对外经济贸易委员会监督指导。1984年6月9日国务院批准厦门海关为厅局级海关。1987年7月《中华人民共和国海关法》颁布，解除了福建省人民政府对于廈門海关的监督指导责任。
1994年增设稽查处，95年设立调查局，99年成立走私犯罪侦查分局（副厅级），2003年更名缉私分局。2008年迁入现址鹭江道269号（原址海后路34号缉私分局使用）。

### 特殊监督
- 大/小三通
- 大嶝对台小额商品贸易市场
- 对台调运人民币
- 中国（福建）自由贸易试验区厦门片区

## 下设机构
内设机构
- 办公室
- 法规处
- 综合业务处
- 自贸区和特殊区域发展处
- 关税处
- 卫生检疫处
- 动植物检疫处
- 进出口食品安全处
- 商品检验处
- 口岸监管处
- 统计分析处
- 企业管理和稽查处
- 财务处
- 科技处
- 督察内审处
- 人事处（党委组织部）
- 教育处
- 机关党委（思想政治工作办公室、党委宣传部、党委巡察工作办公室）
- 监察室（党委纪检组）
- 离退休干部办公室
- 风险防控分局
- 缉私局

下属海关
- 泉州海关（副厅级）
- 厦门机场海关
- 厦门邮轮港海关
- 厦门邮局海关
- 高崎海关
- 集同海关
- 翔安海关
- 东渡海关
- 海沧海关
- 漳州海关
- 东山海关
- 古雷海关
- 龙岩海关

派驻机构
- 审单处
- 驻邮局办事处
- 驻高崎办事处
- 驻同安办事处
- 驻国际邮轮港办事处
- 驻翔安办事处

事业单位
- 机关服务中心
- 数据分中心
- 厦门海关教育培训基地
  - 鼓浪屿海上花园酒店
- 厦门海关后勤管理中心
- 中国质量认证中心厦门海关评审中心
- 东山海关综合技术服务中心
- 厦门海关技术中心
- 厦门海关培训中心
- 中国电子口岸数据中心厦门分中心
- 厦门海关海峡两岸农产品技术中心
- 泉州海关综合技术服务中心
- 厦门国际旅行卫生保健中心（厦门海关口岸门诊部）
- 漳州海关综合技术服务中心

社團組織
- 廈門海關學會
- 廈門報關學會

## 註
1. ↑  因中華人民共和國未實際管轄金門縣，金門關實際由財政部關務署高雄關管轄

## 外部連結
- 官方网站
- 厦门海关的新浪微博